# Antonín Prachař
Antonín Prachař (* 14. prosince 1962 Uherské Hradiště) je český politik a odborník na dopravu, bývalý viceprezident Sdružení automobilových dopravců ČESMAD Bohemia, od ledna do listopadu 2014 ministr dopravy ČR v Sobotkově vládě, bývalý člen hnutí ANO 2011. Od roku 2018 zastupitel města Přerov, nestraník za hnutí STAN.

## Život
Po absolvování oboru dopravní stavby na SPŠ stavební ve Zlíně vystudoval obor stavební údržba a rekonstrukce tratí na Vysoké škole dopravy a spojov v Žiline (získal titul Ing.).
V letech 1987 až 1991 pracoval jako vedoucí údržby dopravy v Přerovských chemických závodech. V roce 1991 založil firmu Omega servis spol. s r.o. se zaměřením na mezinárodní dopravu a zasilatelství. Později i společnost Omega servis Holding, a.s., kde byl nejdříve předsedou představenstva a po dokončení akvizice s francouzskou firmou pak generálním ředitelem. V současné době vlastní 20 procent firmy. Oznámil ale, že se jako ministr dopravy hodlá svého podílu během roku 2014 vzdát.
Působil také ve Sdružení automobilových dopravců ČESMAD BOHEMIA. Nejprve v letech 1995 až 1998 jako viceprezident pro dopravu na vlastní účet, později v letech 2001 až 2004 jako člen předsednictva a předseda komise pro přepravy nebezpečných věcí a nakonec v letech 2010 až 2011 jako viceprezident pro nákladní dopravu. Od roku 2002 do roku 2004 byl rovněž poradcem Podvýboru pro dopravu Poslanecké sněmovny PČR.
Antonín Prachař je ženatý a má dva syny.

## Politické působení
Od roku 2012 byl členem hnutí ANO 2011. V lednu 2014 se stal kandidátem hnutí ANO 2011 na post ministra dopravy ve vládě Bohuslava Sobotky. Dne 29. ledna 2014 byl do této funkce jmenován. Dne 12. listopadu 2014 se rozhodl podat rezignaci na post ministra dopravy, s níž Andrej Babiš (předseda hnutí ANO 2011) souhlasil a kterou prezident Miloš Zeman přijal následujícího dne. Novým kandidátem na šéfa resortu se stal Dan Ťok, dosavadní generální ředitel společnosti Skanska, jehož prezident jmenoval ministrem 4. prosince.
Ve volbách do Senátu PČR v roce 2014 kandidoval za hnutí ANO 2011 v obvodu č. 63 – Přerov. Se ziskem 30,17 % hlasů skončil v prvním kole na 2. místě a postoupil tak do kola druhého. V něm však poměrem hlasů 45,73 % : 54,26 % prohrál s nestraničkou za Stranu zelených a KDU-ČSL Jitkou Seitlovou.
V únoru 2016 z hnutí ANO 2011 vystoupil. Později začal spolupracovat s hnutím STAN. Ve volbách do Poslanecké sněmovny PČR v roce 2017 kandidoval jako nestraník na kandidátce hnutí STAN v Olomouckém kraji, zvolen nebyl. V komunálních volbách v roce 2018 byl jako nestraník za hnutí STAN zvolen zastupitelem města Přerov, když vedl tamní kandidátku hnutí STAN.
Ve volbách do Senátu PČR v roce 2020 kandidoval jako nezávislý v obvodu č. 63 – Přerov. Se ziskem 7,09 % hlasů skončil na 6. místě a do druhého kola nepostoupil.